# Radeon 600
A série AMD Radeon 600 é uma série de processadores gráficos desenvolvidos pela AMD. Seus cartões são remarcações de desktop e móveis de placas Polaris da geração anterior, disponíveis apenas para OEMs. A série é voltada para o segmento básico e foi lançada em 13 de agosto de 2019.

## Produtos

### Desktop
- Os padrões de exibição suportados em modelos de desktop são: DisplayPort 1.4a (HBR3), HDMI 2.0b, HDR10 colorido.[4][5]
- Dual Link DVI também suportado na Radeon RX 640.

| Modelo (Codinome)           | Data de lançamento e preço | Arquitetura Fab   | Transistores e Tamanho da matriz | Core            | Core        | Taxa de preenchimento | Taxa de preenchimento | Poder de processamento (GFLOPS) | Poder de processamento (GFLOPS) | Memória      | Memória                 | Memória                      | Memória      | TBP  | Interface de barramento |
| Modelo (Codinome)           | Data de lançamento e preço | Arquitetura Fab   | Transistores e Tamanho da matriz | Config          | Clock (MHz) | Textura (GT/s)        | Pixel (GP/s)          | Single                          | Double                          | Tamanho (GB) | Largura de banda (GB/s) | Tipo e largura do barramento | Clock (MT/s) | TBP  | Interface de barramento |
| --------------------------- | -------------------------- | ----------------- | -------------------------------- | --------------- | ----------- | --------------------- | --------------------- | ------------------------------- | ------------------------------- | ------------ | ----------------------- | ---------------------------- | ------------ | ---- | ----------------------- |
| Radeon 630 (Polaris 23)     | 13 de agosto de 2019 OEM   | GCN 4 GloFo 14 nm | 2.2×109 103 mm2                  | 512:32:8 8 CU   | 1082 1219   | 34.62 38.98           | 8.65 9.75             | 1,108 1,248                     | 69.24 78.01                     | 2 4          | 48.0                    | GDDR5 64-bit                 | 6000         | 50 W | PCIe 3.0 ×8             |
| Radeon RX 640] (Polaris 23) | 13 de agosto de 2019 OEM   | GCN 4 GloFo 14 nm | 2.2×109 103 mm2                  | 512:40:16 8 CU  | 1082 1287   | 43.28 51.48           | 17.31 20.59           | 1,385 1,647                     | 86.56 102.9                     | 2 4          | 56.0                    | GDDR5 64-bit                 | 7000         | 50 W | PCIe 3.0 ×8             |
| Radeon RX 640] (Polaris 23) | 13 de agosto de 2019 OEM   | GCN 4 GloFo 14 nm | 2.2×109 103 mm2                  | 640:40:16 10 CU | 1082 1287   | 43.28 51.48           | 17.31 20.59           | 1,385 1,647                     | 86.56 102.9                     | 2 4          | 56.0                    | GDDR5 64-bit                 | 7000         | 50 W | PCIe 3.0 ×8             |

1. 1 2 3  Valores de boost (se disponíveis) são indicados abaixo do valor base em itálico.
2. ↑  A taxa de preenchimento da textura é calculada como o número de Unidades de mapeamento de textura multiplicado pela velocidade básica (ou boost) do clock do núcleo.
3. ↑  A taxa de preenchimento de pixel é calculada como o número de Unidades de saída de renderização multiplicado pela velocidade de clock base (ou boost) do núcleo.
4. ↑  O desempenho de precisão é calculado a partir da velocidade básica (ou boost) do clock do núcleo com base em uma operação FMA.
5. ↑  Shaders Unificados: Unidades de Mapeamento de Textura: Unidades de Saída de Renderização e unidade de computação (CU)
6. ↑  O processo 14LPP FinFET de 14 nm da GlobalFoundries é de segunda origem da Samsung Electronics.[10]

### Laptop
| Modelo (Codinome)          | Data de lançamento e preço | Arquitetura Fab   | Transistores e Tamanho da matriz | Core            | Core        | Taxa de preenchimento | Taxa de preenchimento | Poder de processamento (GFLOPS) | Poder de processamento (GFLOPS) | Memória      | Memória                 | Memória                      | Memória      | TBP  | Interface de barramento |
| Modelo (Codinome)          | Data de lançamento e preço | Arquitetura Fab   | Transistores e Tamanho da matriz | Config          | Clock (MHz) | Textura (GT/s)        | Pixel (GP/s)          | Single                          | Double                          | Tamanho (GB) | Largura de banda (GB/s) | Tipo e largura do barramento | Clock (MT/s) | TBP  | Interface de barramento |
| -------------------------- | -------------------------- | ----------------- | -------------------------------- | --------------- | ----------- | --------------------- | --------------------- | ------------------------------- | ------------------------------- | ------------ | ----------------------- | ---------------------------- | ------------ | ---- | ----------------------- |
| Radeon 610 (Banks)         | 13 de agosto de 2019 OEM   | GCN 1 TSMC 28 nm  | 6.9×108 56 mm2                   | 320:20:4 5 CU   | 1030        | 20.60                 | 8.24                  | 659.2                           | 41.20                           | 2 4          | 36.0                    | GDDR5 64-bit                 | 4500         | 50 W | PCIe 3.0 ×8             |
| Radeon 620 (Polaris 24)    | 13 de agosto de 2019 OEM   | GCN 3 TSMC 28 nm  | 1.55×109 125 mm2                 | 320:20:8 6 CU   | 730 1024    | 17.52 24.58           | 5.84 8.19             | 560.6 786.4                     | 35.04 49.15                     | 2 4          | 14.4                    | DDR3 64-bit                  | 1800         | 50 W | PCIe 3.0 ×8             |
| Radeon 620 (Polaris 24)    | 13 de agosto de 2019 OEM   | GCN 3 TSMC 28 nm  | 1.55×109 125 mm2                 | 384:24:8 6 CU   | 730 1024    | 17.52 24.58           | 5.84 8.19             | 560.6 786.4                     | 35.04 49.15                     | 2 4          | 36.0                    | GDDR5 64-bit                 | 4500         | 50 W | PCIe 3.0 ×8             |
| Radeon 625 (Polaris 24)    | 13 de agosto de 2019 OEM   | GCN 3 TSMC 28 nm  | 1.55×109 125 mm2                 | 384:24:8 6 CU   | 730 1024    | 17.52 24.58           | 5.84 8.19             | 560.6 786.4                     | 35.04 49.15                     | 2 4          | 36.0                    | GDDR5 64-bit                 | 4500         | 50 W | PCIe 3.0 ×8             |
| Radeon 630 (Polaris 23)    | 13 de agosto de 2019 OEM   | GCN 4 GloFo 14 nm | 2.2×109 103 mm2                  | 512:32:8 8 CU   | 1082 1219   | 34.62 38.98           | 8.65 9.75             | 1,108 1,248                     | 69.24 78.01                     | 2 4          | 48.0                    | GDDR5 64-bit                 | 6000         | 50 W | PCIe 3.0 ×8             |
| Radeon RX 640 (Polaris 23) | 13 de agosto de 2019 OEM   | GCN 4 GloFo 14 nm | 2.2×109 103 mm2                  | 512:40:16 8 CU  | 1082 1287   | 43.28 51.48           | 17.31 20.59           | 1,385 1,647                     | 86.56 102.9                     | 2 4          | 56.0                    | GDDR5 64-bit                 | 7000         | 50 W | PCIe 3.0 ×8             |
| Radeon RX 640 (Polaris 23) | 13 de agosto de 2019 OEM   | GCN 4 GloFo 14 nm | 2.2×109 103 mm2                  | 640:40:16 10 CU | 1082 1287   | 43.28 51.48           | 17.31 20.59           | 1,385 1,647                     | 86.56 102.9                     | 2 4          | 56.0                    | GDDR5 64-bit                 | 7000         | 50 W | PCIe 3.0 ×8             |

1. 1 2 3  Valores de boost (se disponíveis) são indicados abaixo do valor base em itálico.
2. ↑  A taxa de preenchimento da textura é calculada como o número de Unidades de mapeamento de textura multiplicado pela velocidade básica (ou boost) do clock do núcleo.
3. ↑  A taxa de preenchimento de pixel é calculada como o número de Unidades de saída de renderização multiplicado pela velocidade de clock base (ou boost) do núcleo.
4. ↑  O desempenho de precisão é calculado a partir da velocidade básica (ou boost) do clock do núcleo com base em uma operação FMA.
5. ↑  Shaders Unificados: Unidades de Mapeamento de Textura: Unidades de Saída de Renderização e unidade de computação (CU)
6. ↑  O processo 14LPP FinFET de 14 nm da GlobalFoundries é de segunda origem da Samsung Electronics.[26]